# Transit
Transit és una pel·lícula alemanya dirigida per Christian Petzold, estrenada l'any 2018.
És una nova adaptació de la novel·la homònima d'Anna Seghers després del film l'any 1991 de René Allio. El llargmetratge ha estat seleccionat en competició oficial a la Berlinale 2018.

## Argument
Paràbola dels refugiats que fugen de règims feixistes cap a Amèrica, transitant per una Marsella contemporània tot i que els indicis temporals són confusos.
Com Un Juif pour l'exemple (2016), el film té lloc als anys 1940 però posa de relleu el costat contemporani de la història amb anacronismes.

## Repartiment
- Franz Rogowski: Georg
- Paula Beer: Marie
- Lilien Batman: Driss

## Crítica
* "Pot costar uns minuts ajustar les nostres miops lents a l'extraordinària gosadia conceptual que ofereix (...) Petzold troba un espai per crear un heroi tan noble i ambigu com el Bogart de 'Casablanca' (…) Puntuació: ★★★★ (sobre 5)"
*"Un retrat de refugiats que amuntega un artifici darrere l'altre per aterrar en un lloc amb una agudesa emocional penetrant"
*"Exigent però gratificant (...) [Georg] és enigmàtic i fascinant
*A França, el lloc Allociné suma una mitjana dels crítics de 3,5/5, i dels crítics espectadors de 3/5.